# Kvarngöl (Locknevi socken, Småland, 640156-151722)
Kvarngöl är en sjö i Vimmerby kommun i Småland och ingår i Botorpsströmmens huvudavrinningsområde.